# Sân bay Örebro
Sân bay Örebro (IATA: ORB, ICAO: ESOE) là một sân bay nằm cách Örebro 10 km về phía tây nam, là sân bay hành khách lớn thứ 23, sân bay hàng hóa lớn thứ tư của Thụy Điển. Sân bay Örebro được khai trương năm 1979.

## Các hãng theo lịch trình
- Direktflyg (Borlange-Falun, Malmö)
- Nextjet (Copenhagen)

## Các hãng thuê bao
- BH Air (Burgas) [theo mùa]
- Pegasus Airlines (Dalaman) [theo mùal]
- TUIfly Nordic (Burgas, Chania) [theo mùa]

## Các hãng vận tải hàng hóa
- TNT Airways (Liège)